# ꟼ
Cette page contient des caractères spéciaux ou non latins. S’ils s’affichent mal (▯, ?, etc.), consultez la page d’aide Unicode.
ꟼ, appelé P inversé épigraphique, est une lettre additionnelle de l’écriture latine utilisée dans des inscriptions épigraphiques comme abréviation de puella, pupilla ou publica, ou encore de Publia.

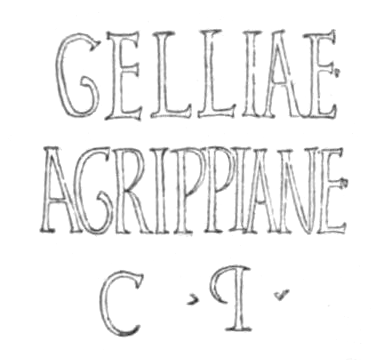
P inversé dans une inscription (CIL VI 1424) reproduite dans Exempla scripturae epigraphicae latinae : [...] Gelliae Agrippiane c(clarissimae) p(uellae) [...].

## Représentation informatique
La P inversé épigraphique peut être représentée avec les caractères Unicode (Latin étendu D) suivants :
| formes    | représentations | chaînes de caractères | points de code | descriptions                                   |
| --------- | --------------- | --------------------- | -------------- | ---------------------------------------------- |
| majuscule | ꟼ               | ꟼ                     | U+A7FC         | lettre majuscule latine p inversé épigraphique |